# Costas Tsoclis
Costas Tsoclis (griechisch Κώστας Τσόκλης Kostas Tsoklis, * 1930 in Athen) ist ein griechischer Maler und Multimedia-Künstler.

## Leben und Werk
Tsoclis wurde 1930 in Athen geboren. Er studierte von 1948 bis 1954 an der Hochschule der Bildenden Künste Athen bei Yannis Moralis. Mit einem Stipendium der State Scholarships Foundation lebte er von 1957 bis 1960 in Rom. Bis 1970 lebte Tsoclis in Paris. 1971 bis 1972 verbrachte er mit einem Stipendium des DAAD in Berlin. Bis 1983 lebte er in Paris und Athen, um 1984 ganz in seine griechische Heimat zurückzukehren.
International bekannt wurde Costas Tsoclis mit der Serie objects-situations, die er zwischen 1967 und 1972 produzierte, und später mit dreidimensionalen Malereien und lebenden Malereien, bei denen Videos auf bemalte Leinwand projiziert werden.
Das Costas Tsoclis Museum auf Tinos wurde 2011 eröffnet.

## Kunst im öffentlichen Raum
- 1988: Vorplatz des Archaeological Museum of Thessaloniki
- 2000: Metrostation Ethnikis Amynis in Athen

## Ausstellungen (Auswahl)

### Einzelausstellungen (Auswahl)
- 1972: Costas Tsoclis - Objekte-Situationen 1967-1972- Kunsthalle Düsseldorf, Düsseldorf
- 1983: Costas Tsoclis - Macedonian Museum of Contemporary Art, Thessaloniki
- 2000: Liturgia - Costas Tsoclis Centro per l’arte contemporanea Luigi Pecci, Florenz, Italien
- 2001: Costas Tsoclis - A Retrospective National Museum of Contemporary Art, Athens
- 2001: The Unknown Tsoclis Frissiras Museum, Athens
- 2012: Tsoclis the last leper, Spinalonga Griechenland[8]

### Gruppenausstellungen (Auswahl)
- 1965: Biennale von São Paulo, São Paulo Brasilien
- 1965: 4. Biennale de Paris Paris, Frankreich
- 1974: Multiples. Ein Versuch, die Entwicklung des Auflagenobjekts darzustellen Neuer Berliner Kunstverein, Berlin
- 1977: documenta 6, Documenta, Kassel
- 1986: 42. Biennale von Venedig mit Christos Karas
- 1999: P+P=D : new (greek) art from the seventies and eighties DESTE Centre for Contemporary Art, Athens
- 2003: Gelijk het leven is Stedelijk Museum voor Actuele Kunst, Gent Belgien
- 2005: The Art of Greece meets China Platform China Contemporary Art Institut Peking
- 2005: The Cyclades through the lens of 20 contemporary Greek artists Museum für kykladische Kunst, Athen
- 2010: Ich weiß gar nicht, was Kunst ist - Einblicke in eine private Sammlung MARTa Herford, Herford
- 2010: Isole mai Trovate – Islands never found MOMus – Museum für Moderne Kunst – Sammlung Costakis, Thessaloniki
- 2012: Face to Face: The artists and the collector - Frissiras Museum, Athens

## Kataloge
- Costas Tsoclis, Objekte-Situationen 1967–1972,
- Galerie des 20. Jahrhunderts, Berlin 1972,
- Kunsthalle, Düsseldorf 1972